# Awanhard Dniepropetrowsk
Awanhard Dniepropetrowsk (ukr. Футбольний клуб «Авангард» Дніпропетровськ, Futbolnyj Kłub "Awanhard" Dnipropetrowśk) – ukraiński klub piłkarski z siedzibą w Dniepropietrowsku.
Występował w rozgrywkach mistrzostw i Pucharu obwodu dniepropetrowskiego. W 1962 startował w rozgrywkach Pucharu Ukraińskiej SRR, gdzie w finale pokonał Ekran Szostka, a w 1964 w finale został pokonany przez Bilszowyk Kijów. Potem kontynuował występy w rozgrywkach Mistrzostw i Pucharu obwodu, dopóki nie został rozwiązany.

## Sukcesy
- Puchar Ukraińskiej SRR:

zdobywca: 1962
finalista: 1964